# Escuela de Guerra del Ejército

Escudo de la Escuela de Guerra del Ejército

La Escuela de Guerra del Ejército (EGE) es un centro docente militar dependiente orgánicamente de la Dirección de Enseñanza, Instrucción, Adiestramiento y Evaluación del Mando de Adiestramiento y Doctrina del Ejército de Tierra de España.

## Creación
Se crea por Orden Ministerial 81/2000, de 24 de marzo, constituyéndose como escuela de especialidades complementarias en áreas cuyas actividades no correspondan específicamente a ninguna especialidad fundamental.
Su nacimiento en julio de 2000 fue consecuencia de las reformas realizadas en la enseñanza militar que supusieron la creación de la Escuela Superior de las Fuerzas Armadas y la reorganización del Centro de Estudios Superior de la Defensa.

## Ubicación
Su sede central se encuentra situada en su tradicional sede de la madrileña calle de Santa Cruz de Marcenado, el Departamento de Idiomas se ubica en el Acuartelamiento "San Fernando" de Zaragoza y el Departamento de Información Geoespacial se sitúa en el Acuartelamiento "Alfonso X" de Madrid.
Desde 2018, dependen orgánicamente de la Escuela de Guerra la Escuela Central de Educación Física, con sede en Toledo, y la Escuela Militar de Defensa NBQ, con sede en Hoyo de Manzanares (Madrid).
La sede principal de la Escuela de Guerra ocupa las mismas instalaciones de la desaparecida Escuela de Estado Mayor del Ejército de Tierra, convirtiéndose desde su creación en la heredera de su historial y tradiciones. Sigue siendo considerada la cuna del Estado Mayor en recuerdo de todos los que hoy forman parte del mismo y que en sus aulas superaron las pruebas que les permitieron convertirse en Diplomados de Estado Mayor, como queda reflejado en el acto que mantiene viva la tradición de imponer por primera vez la faja de Estado Mayor a los alumnos del Ejército de Tierra que han superado el curso.
En dicha sede principal se ubica el Monumento a los Héroes de Estado Mayor, en el que se exhiben las fajas de aquellos oficiales de Estado Mayor que fallecieron en acto de servicio.

## Docencia e investigación
La EGE proporciona un imprescindible servicio académico e intelectual a las necesidades del Ejército español, siendo el Centro Docente Militar de Perfeccionamiento en el que se imparten enseñanzas correspondientes a las especialidades complementarias y que es responsable de impartir los cursos de más alto nivel dentro del ámbito del Ejército de Tierra así como de proporcionar al personal los conocimientos necesarios para desempeñar, en los empleos superiores, sus cometidos en las áreas de Operaciones, Inteligencia y Seguridad, Gestión de Recursos humanos y materiales, Relaciones Internacionales, Liderazgo, Organización, Comunicación Social, Educación Física, defensa NBQ, idiomas y otras áreas cuyas actividades no correspondan específicamente a ninguna especialidad fundamental.
Además, y como parte inherente de la formación del profesorado, la Escuela dedica un importante esfuerzo a la investigación académica y a la gestión del conocimiento tanto a nivel civil como militar.  Así, en sus instalaciones se realizan de conferencias referentes, entre otros, a seguridad, defensa, liderazgo e inteligencia.
Se complementan estos ciclos con las conferencias impartidas en la Cátedra Blake, que nació en un principio para la promoción de la cultura española entre alumnos de países amigos y que ha ido ampliado su carácter informativo hasta convertirse en un significativo centro de difusión de ideas, donde se presentan y se debaten temas de actualidad y de interés general.
Dispone la Escuela de una valiosa Biblioteca con más de sesenta mil registros a disposición de cuantos investigadores y estudiosos lo necesiten.